# István Hernek
István Hernek (ur. 23 kwietnia 1935 w Törökszentmiklós, zm. 25 września 2014 w St. Ignace) – kajakarz, kanadyjkarz, srebrny medalista olimpijski z Melbourne.
Zawody w 1956 były jego jedynymi igrzyskami olimpijskimi. Był drugi na dystansie 1000 metrów. Na mistrzostwach świata w 1954 zdobył dwa medale: srebro w C-1 na dystansie 1000 metrów oraz brąz na dystansie 10 000 metrów. Po igrzyskach pozostał na Zachodzie, zamieszkał w USA. Jego żona Mary Ann DuChai też była olimpijką.